# باندگذر

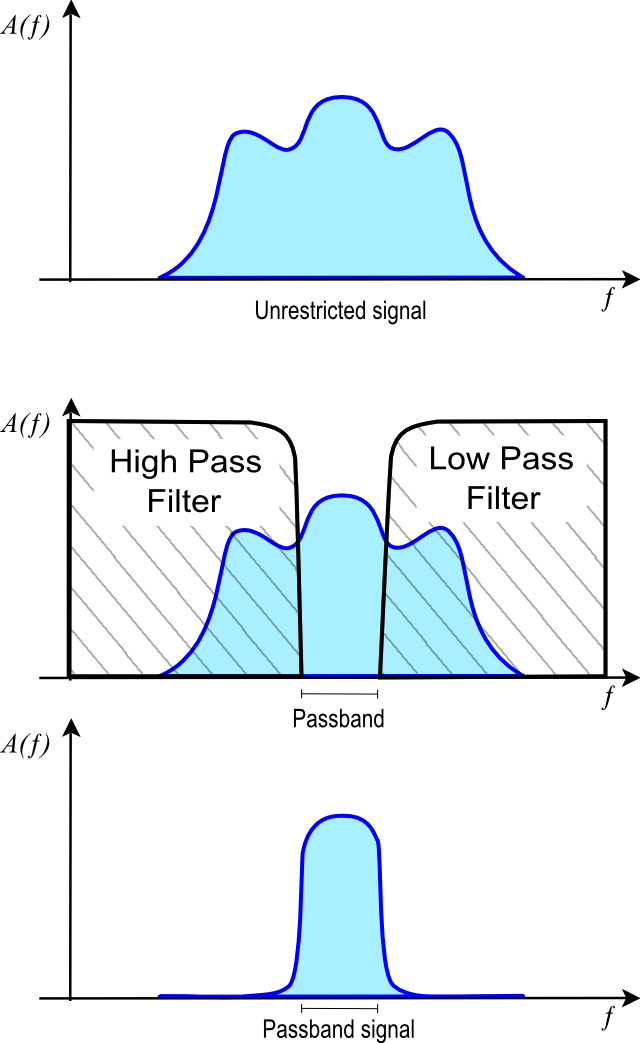
سیگنال بدون محدودیت (منحنی فوقانی). فیلتر میان‌گذر برای سیگنال اعمال شده‌است (منحنی میانی). نتیجه سیگنال میان‌گذر (منحنی پایین). (A (f تابع فرکانس سیگنال یا فیلتر در واحدهای دلخواه است.

باندگذر (به انگلیسی: passband) یا باندعبور محدوده‌ای از فرکانس‌ها یا طول موج‌هایی‌ست که می‌توانند از یک فیلتر عبور کنند. به عنوان مثال، یک گیرنده رادیویی دارای یک فیلتر میان‌گذر برای انتخاب فرکانس سیگنال رادیویی مورد نظر از بین تمامی امواج رادیویی است که توسط آنتن آن دریافت می‌شود. باندگذر یک گیرنده دامنه فرکانس‌هایی است که می‌تواند دریافت‌کند.
یک سیگنال فیلترشدهٔ میان‌گذر (یعنی، سیگنالی با انرژیی فقط در باندگذر)، برخلاف سیگنال باندپایه، به‌عنوان سیگنال میان‌گذر شناخته می‌شود.